# David Cortés Armero
David Cortés Armero (Bogotà, 1º maggio 1992) è un ex calciatore colombiano, di ruolo attaccante.